# Cenophengus ciceroi
Cenophengus ciceroi är en skalbaggsart som beskrevs av Wittmer 1981. Cenophengus ciceroi ingår i släktet Cenophengus och familjen Phengodidae. Inga underarter finns listade i Catalogue of Life.